# 2002 en athlétisme
Cette chronologie de l'athlétisme en 2002 présente les évènements importants survenus du 1er janvier 2002 au 31 décembre 2002 en athlétisme.

## Faits marquants

### Avril
- 7 avril : le Français Benoît Zwierzchiewski remporte le marathon de Paris en 2 h 08 min 17 s. Chez les femmes, la victoire revient à la Belge Marleen Renders avec un temps de 2 h 23 min 04 s[1].

## Compétitions

### Mondiales
| Compétition                            | Lieu       | Date                   |
| -------------------------------------- | ---------- | ---------------------- |
| Championnats du monde de cross-country | Dublin     | 23 - 24 mars           |
| Championnats du monde de semi-marathon | Bruxelles  | 5 mai                  |
| Golden League                          | 7 meetings | 28 juin au 6 septembre |
| Championnats du monde juniors          | Kingston   | 16 - 21 juillet        |
| Jeux du Commonwealth                   | Manchester | 25 juillet - 4 août    |
| Finale du Grand Prix IAAF              | Paris      | 14 septembre           |
| Coupe du monde des nations             | Madrid     | 20 - 21 septembre      |

### Continentales

#### Afrique
| Compétition            | Lieu  | Date        |
| ---------------------- | ----- | ----------- |
| Championnats d'Afrique | Tunis | 6 - 10 août |

#### Amériques
| Compétition                              | Lieu         | Date |
| ---------------------------------------- | ------------ | ---- |
| Jeux d'Amérique centrale et des Caraïbes | San Salvador | —    |

#### Asie
| Compétition         | Lieu    | Date           |
| ------------------- | ------- | -------------- |
| Championnats d'Asie | Colombo | 9 - 12 août    |
| Jeux asiatiques     | Busan   | 7 - 14 octobre |

#### Europe
| Compétition                                 | Lieu    | Date         |
| ------------------------------------------- | ------- | ------------ |
| Championnats d'Europe d'athlétisme en salle | Vienne  | 1er - 3 mars |
| Coupe d'Europe des nations                  | Annecy  | 22 - 23 juin |
| Championnats d'Europe                       | Munich  | 6 - 11 août  |
| Championnats d'Europe de cross-country      | Medulin | 8 décembre   |

#### Océanie
| Compétition            | Lieu         | Date             |
| ---------------------- | ------------ | ---------------- |
| Championnats d'Océanie | Christchurch | 12 - 14 décembre |

## Décès
- 22 mars : Marcel Hansenne, coureur de demi-fond français[2]
- 27 mars : Tadeusz Rut, lanceur de marteau polonais, champion d'Europe en 1958
- 26 mai : Demisse Wolde, athlète éthiopien, vainqueur du marathon aux Jeux olympiques de 1968
- 9 août : Elsbeth Heinzle, coureuse de fond autrichienne.